# امپراتور گائوزونگ

امپراتور گائو زونگ

امپراتور گائوزونگ (به چینی:高宗)، متولد ۱۲ ژوئن ۱۱۰۷ و درگذشته به ۹ نوامبر ۱۱۸۷، دهمین امپراتور دودمان سونگ و اولین فرمانروای سونگ جنوبی بود. او از ۱۱۲۷ تا ۱۱۶۲ میلادی سلطنت کرد.
گائوزونگ که نهمین پسر امپراتور هوئی زونگ بود، پس از سقوط سونگ شمالی، به جنوب فرار کرد و در آنجا دودمان سونگ را احیا نمود.

## اقدامات
او با به کار گماردن فرماندهان لایق در منصب‌های مهم، در مقابل ارتش جین ایستادگی کرد اما نتوانست آنها را شکست دهد. سرانجام متارکهٔ شائو زینگ در ۱۱۴۱ میلادی امضاء شد که سونگ جنوبی را تا سال ۱۱۶۴ میلادی، خراجگزار جین کرد.
امضای این عهدنامه سبب خشم دولتمردان سونگ شد و آنان گائو زونگ را برکنار کردند.

## مرگ
گائوزونگ در سال ۱۱۶۲ میلادی برکنار شد و تا ۲۵ سال بعد دارای قدرت نسبی در امپراتوری بود.و تا سال۱۱۸۷ میلادی در سن ۸۰ سالگی درگذشت.